# フランシスコ・ハビエル・ロペス・ペーニャ
フランシスコ・ハビエル・ロペス・ペーニャ（Francisco Javier López Peña, 1958年2月14日 – 2013年3月30日）は、スペイン・ガルダカオ出身の人物。別名ティエリー(フランス語: Thierry)。バスク人。バスク祖国と自由(ETA)のメンバーであり、1991年から2008年まで司令官を務めたが、2008年に逮捕され、2013年に死去した。

## 経歴
ティエリーは1983年からバスク地方分離独立主義組織バスク祖国と自由(ETA)の法執行者として活動していた。1991年3月18日、ヘスス・アルカウス・アラナ（通称モンドラゴンのホス）がフランス領バスクのビアリッツで逮捕されると、ETAの軍事部門のリーダーだったティエリーが司令官となった。1983年2月14日にフランス領バスクのバイヨンヌで初めて逮捕され、犯罪を共謀したとして起訴されて刑務所に送られた。2005年7月8日には、フランス・パリの強制裁判所で本人不在のまま、犯罪の陰謀のために8年の懲役を宣告された。
2006年にはETAがスペイン政府に対して停戦を宣言したが、2006年12月30日にはマドリード＝バラハス空港爆破事件を起こした。この攻撃の実行を命じたとして、停戦を破った責任はティエリーにあるとされている。通常、ティエリーはタカ派としてリストに記載されている。2008年初頭に相次いだ攻撃やグアルディア・シビル（治安警察）官の殺害はティエリーの要請で発生しているとされていた。

### 2008年の逮捕
2007年2月5日、全国高等裁判所の中央証人尋問裁判所(Central Examining Court)は、テロリストや武装集団への協力で逮捕・投獄された人物に対してティエリーの捜索を命じた。
2008年5月20日午後11時頃、ETAが隠れ家として使用していたフランス・ボルドーのアパートにフランス警察・スペイン治安警察共同捜査チームが踏み込み、ティエリー、アイノア・オサエタ・メンディオンド、ヨン・サラベリア・サンシネネア、イゴール・スベルビオラの4人を逮捕した。彼らは逮捕に抵抗しなかったと報じられている。さらに警察は一週間監視していたフランス・ル・ブスカのアパートを捜索し、2丁の拳銃、自家製のロケットランチャー、数個の起爆装置を発見した。ティエリー逮捕の知らせは広範囲で歓迎された。
 フランス
フランス政府のジャン＝マルク・エロー首相は声明の中で、ティエリーをETAの「歴史的な指導者のひとり」と呼び、20年間警察によって指名手配を受けていたことと付け加えた。さらにこの声明では、「この捜査の成功は、フランスとスペインの反テロリスト協力の優れた連携を再び示した」とした。
 スペイン
スペイン政府のホセ・ルイス・ロドリゲス・サパテロ首相はティエリーの逮捕を歓迎し、「テロに対する民主主義の勝利における、確かな、さらなる、重要なステップだ」と述べた。サパテロ首相はまた、この捜査が「テロリスト集団ETAのリーダーシップに深刻な打撃を与えた」と付け加えた。
スペインのアルフレード・ペレス・ルバルカバ内務大臣は、セネガル・ダカールのスペイン大使館で行われた記者会見で、ティエリーの逮捕はETAにとって「もっとも（克服するのが）困難な挫折だ」と語った。さらに、「これは警察によるただの捜査ではない。ティエリーは今日のテロリスト集団ETAの中で、もっとも政治的・軍事的な重みを持つ人物である可能性がある」と続けた。過去6年で初めてとなるETA高官の逮捕に関して、大臣は記者会見で、今回逮捕されたETAの指導者たちが「直近の殺人事件を命じたか、その背後にいる（と信じている）」と語った。大臣はこの逮捕が「スペインの数十年間に及ぶETAとの戦いの中で大きな勝利である」と語り、「我々は（バスク問題の）終焉に近づいている。しかし、今回が終わりではない」と語った。さらに大臣は、「この4人はマドリード＝バラハス空港の事件とカステリョンの事件で決定的な役割を果たした」と述べ、それゆえに「（4人の逮捕は）とても重要な活動である」とした。同じく拘留されたルイス・イグナシオ・イルレタゴイェナに対して、「警察はイルレタゴイェナを爆弾製造におけるETA内最高の専門家であるとみている」とした。

### 政治的影響
逮捕はETAにとって大きな痛手であるとされている。5月27日、ルバルカバ内務大臣はスペイン政府の現状が強固であり、ETAは手足をもがれたと述べた。続けて、大臣はETAに対処する警備体制を増強するために、より多くの警官を募集する計画を発表した。しかし、大臣はまた、現状が「今までよりも強力である」と警告し、ETAの能力が「我々を深く傷つけられるほど」存在するとした。スペイン国会の内務委員会で話す前に、ルバルカバ大臣はETAに対する重大な打撃であるとしてティエリーの逮捕を歓迎した。
5月30日、ETAはティエリーの逮捕後も「バスク祖国独立に向けた戦いを継続する」と主張する声明を発表した。この声明文はギプスコア県に拠点を置くガラ紙に送られ、「もし問題の根源に対する十分な注意がない場合は、バスク問題は持続するだろう」「彼ら（フランス・スペイン両政府）は我々と戦い続けることを強要されるだろう」と続いた。ティエリーの逮捕により、ミゲル・ガリコイツ・アスピアス・ルビーナ、通称チェロキーがETAの最高指導者の地位に就いた。

### 逮捕後と死去
2008年5月26日、同じ週に逮捕されたティエリーを含む4人は、パリの裁判所に再拘留された。ETAは「テロリスト組織との犯罪協力」のために司法捜査の下に置かれることが期待された。2008年11月16日、ティエリーの後任であるチェロキーがフランスで逮捕され、ETAはさらなる打撃を受けた。2011年10月20日、ETAは無期限の休戦を発表し、数十年にも及ぶバスク問題は結末を迎えたとされている。
ティエリーは心臓障害が理由でパリの病院で治療を受けていたが、2013年3月30日、脳溢血によって死去した。同じ3月には別のバスク人テロリストが獄中で死去していた。ティエリー死去の知らせを聞いて家族が病院を訪れた際、ただ死去について知らされただけであり面会は叶わなかったと主張した。
2014年にはサン・セバスティアン出身のボルハ・コベアガ監督が、バスク問題を題材としたコメディ映画『Negociador』（交渉人）を製作した。この映画はあくまでもフィクションだが、カルロス・アセレスがティエリーに相当する役を演じている。